# Sainte-Foy (Vendée)
Pour les articles homonymes, voir Sainte-Foy.
Sainte-Foy est une commune du Centre-Ouest de la France, située dans le département de la Vendée, en région Pays de la Loire.

## Géographie
Le territoire municipal de Sainte-Foy s'étend sur 1 572 hectares. L'altitude moyenne de la commune est de 34 mètres, avec des niveaux fluctuant entre 1 et 59 mètres,.
Les communes limitrophes en sont Saint-Mathurin au nord, La Chapelle-Achard en quadripoint (point de la surface de la Terre qui touche quatre régions distinctes), au nord-est, Grosbreuil à l'est, Talmont-Saint-Hilaire au sud-est, Les Sables d'Olonne au sud-ouest et L'Île-d'Olonne, également en quadripoint, au nord-ouest.

### Communes limitrophes
| L'Île-d'Olonne {\displaystyle +} (quadripoint) | Saint-Mathurin |                       |
|                                                | Sainte-Foy     | Grosbreuil            |
| Les Sables d'Olonne                            |                | Talmont-Saint-Hilaire |

### Climat
Pour des articles plus généraux, voir Climat des Pays de la Loire et Climat de la Vendée.
En 2010, le climat de la commune est de type climat océanique franc, selon une étude du CNRS s'appuyant sur une série de données couvrant la période 1971-2000. En 2020, Météo-France publie une typologie des climats de la France métropolitaine dans laquelle la commune est exposée à un climat océanique et est dans la région climatique  Bretagne orientale et méridionale, Pays nantais, Vendée, caractérisée par une faible pluviométrie en été et une bonne insolation. 
Pour la période 1971-2000, la température annuelle moyenne est de 12,7 °C, avec une amplitude thermique annuelle de 13,3 °C. Le cumul annuel moyen de précipitations est de 812 mm, avec 12,3 jours de précipitations en janvier et 6 jours en juillet. Pour la période 1991-2020, la température moyenne annuelle observée sur la station météorologique de Météo-France la plus proche, « La Mothe Achard », sur la commune des Achards à 8 km à vol d'oiseau, est de 12,8 °C et le cumul annuel moyen de précipitations est de 959,1 mm,. Pour l'avenir, les paramètres climatiques de la commune estimés pour 2050 selon différents scénarios d'émission de gaz à effet de serre sont consultables sur un site dédié publié par Météo-France en novembre 2022.

## Urbanisme

### Typologie
Au 1er janvier 2024, Sainte-Foy est catégorisée commune rurale à habitat dispersé, selon la nouvelle grille communale de densité à sept niveaux définie par l'Insee en 2022.
Elle est située hors unité urbaine. Par ailleurs la commune fait partie de l'aire d'attraction des Sables-d'Olonne, dont elle est une commune de la couronne,. Cette aire, qui regroupe 9 communes, est catégorisée dans les aires de 50 000 à moins de 200 000 habitants,.

### Occupation des sols
L'occupation des sols de la commune, telle qu'elle ressort de la base de données européenne d’occupation biophysique des sols Corine Land Cover (CLC), est marquée par l'importance des territoires agricoles (88,9 % en 2018), en diminution par rapport à 1990 (93,2 %). La répartition détaillée en 2018 est la suivante : 
terres arables (56,1 %), prairies (17,9 %), zones agricoles hétérogènes (14,9 %), zones urbanisées (9,4 %), forêts (1,7 %). L'évolution de l’occupation des sols de la commune et de ses infrastructures peut être observée sur les différentes représentations cartographiques du territoire : la carte de Cassini (XVIIIe siècle), la carte d'état-major (1820-1866) et les cartes ou photos aériennes de l'IGN pour la période actuelle (1950 à aujourd'hui).

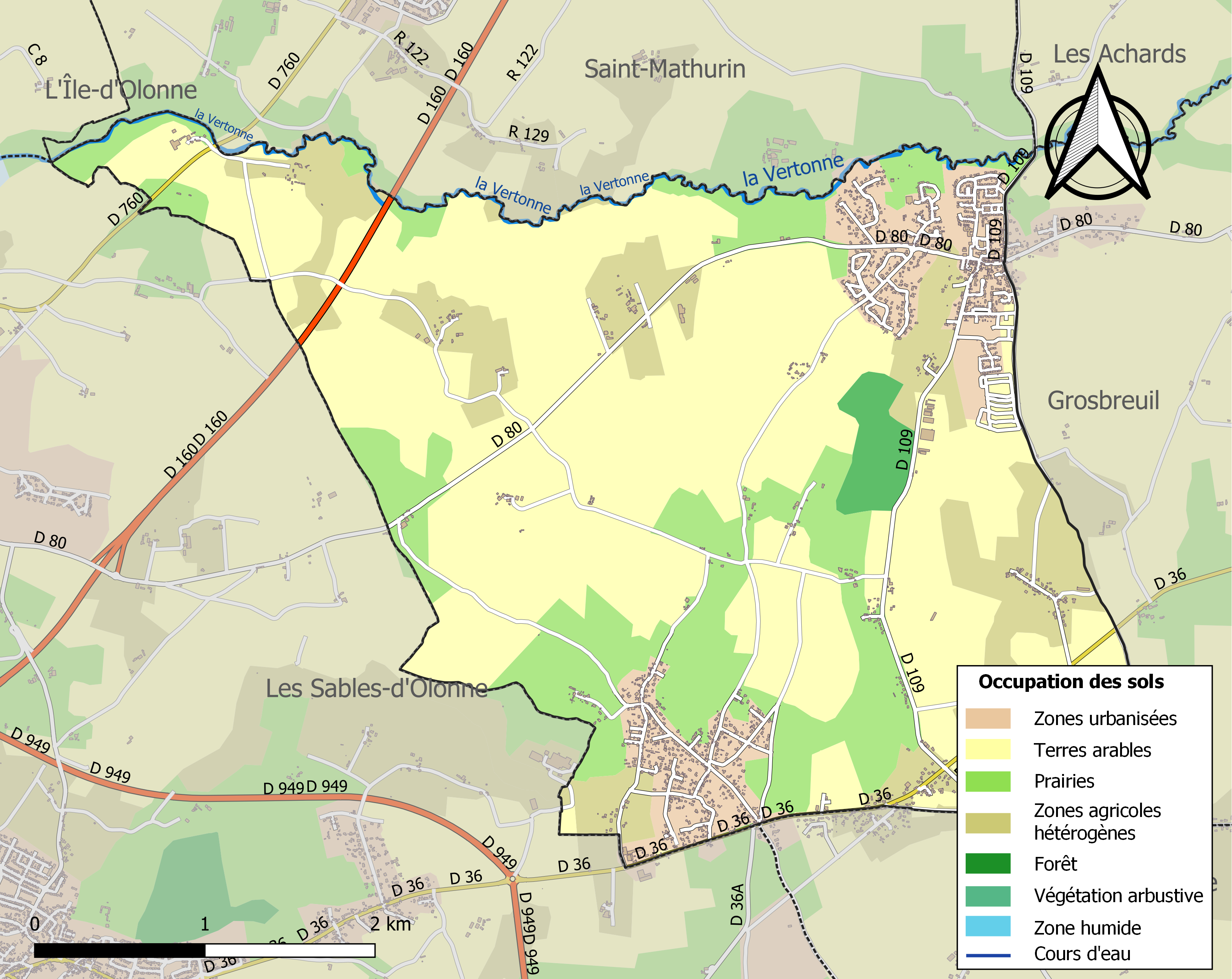
Carte des infrastructures et de l'occupation des sols de la commune en 2018 (CLC).

## Histoire
Durant la Révolution, la commune porte le nom de Le Désert.

## Politique et administration

### Liste des maires
| Période                                  | Période      | Identité            | Étiquette | Qualité |
| ---------------------------------------- | ------------ | ------------------- | --------- | --- |
| Les données manquantes sont à compléter. |              |                     |           | |
| 1er décembre 1957                        | 14 mars 1983 | Maurice Raimbaud    |           | |
| 14 mars 1983                             | 14 mars 2008 | Christian Villemain | DVD       | Cadre de banque Président de la CC de l'Auzance et de la Vertonne (1994 → 2008)                                                              |
| 14 mars 2008                             | 23 mai 2020  | Jean-Paul Dubreuil  | DVD       | Chef d'entreprise Président de la CC de l'Auzance et de la Vertonne (2008 → 2016) 1er vice-président des Sables-d'Olonne-Agglo (2017 → 2020) |
| 23 mai 2020                              | En cours     | Noël Verdon,        | SE        | Retraité d'EDF-GDF 3e vice-président des Sables-d'Olonne-Agglo (2020 → )                                                                     |

## Population et société

### Démographie

#### Évolution démographique
L'évolution du nombre d'habitants est connue à travers les recensements de la population effectués dans la commune depuis 1793. Pour les communes de moins de 10 000 habitants, une enquête de recensement portant sur toute la population est réalisée tous les cinq ans, les populations de référence des années intermédiaires étant quant à elles estimées par interpolation ou extrapolation. Pour la commune, le premier recensement exhaustif entrant dans le cadre du nouveau dispositif a été réalisé en 2008.

En 2022, la commune comptait 2 592 habitants, en évolution de +22,55 % par rapport à 2016 (Vendée : +5,33 %, France hors Mayotte : +2,11 %).
| 1793 | 1800 | 1806 | 1821 | 1831 | 1836 | 1841 | 1846 | 1851 |
| ---- | ---- | ---- | ---- | ---- | ---- | ---- | ---- | ---- |
| 512  | 340  | 345  | 365  | 375  | 370  | 406  | 440  | 419  |

| 1856 | 1861 | 1866 | 1872 | 1876 | 1881 | 1886 | 1891 | 1896 |
| ---- | ---- | ---- | ---- | ---- | ---- | ---- | ---- | ---- |
| 450  | 487  | 496  | 484  | 521  | 563  | 552  | 607  | 628  |

| 1901 | 1906 | 1911 | 1921 | 1926 | 1931 | 1936 | 1946 | 1954 |
| ---- | ---- | ---- | ---- | ---- | ---- | ---- | ---- | ---- |
| 675  | 703  | 705  | 602  | 596  | 569  | 582  | 624  | 619  |

| 1962 | 1968 | 1975 | 1982 | 1990 | 1999  | 2006  | 2008  | 2013  |
| ---- | ---- | ---- | ---- | ---- | ----- | ----- | ----- | ----- |
| 612  | 579  | 546  | 640  | 823  | 1 357 | 1 705 | 1 805 | 1 874 |

| 2018  | 2022  | - | - | - | - | - | - | - |
| ----- | ----- | - | - | - | - | - | - | - |
| 2 315 | 2 592 | - | - | - | - | - | - | - |

#### Pyramide des âges
En 2018, le taux de personnes d'un âge inférieur à 30 ans s'élève à 37,3 %, soit au-dessus de la moyenne départementale (31,6 %). À l'inverse, le taux de personnes d'âge supérieur à 60 ans est de 20,6 % la même année, alors qu'il est de 31,0 % au niveau départemental.
En 2018, la commune comptait 1 164 hommes pour 1 151 femmes, soit un taux de 50,28 % d'hommes, légèrement supérieur au taux départemental (48,84 %).
Les pyramides des âges de la commune et du département s'établissent comme suit.
| Hommes | Classe d’âge | Femmes |
| ------ | ------------ | ------ |
| 0,3    | 90 ou +      | 1,2    |
| 4,1    | 75-89 ans    | 4,6    |
| 15,3   | 60-74 ans    | 15,7   |
| 23,9   | 45-59 ans    | 22,2   |
| 18,7   | 30-44 ans    | 19,5   |
| 17,4   | 15-29 ans    | 17,1   |
| 20,2   | 0-14 ans     | 19,7   |

| Hommes | Classe d’âge | Femmes |
| ------ | ------------ | ------ |
| 0,8    | 90 ou +      | 2,2    |
| 8,7    | 75-89 ans    | 11,1   |
| 20,3   | 60-74 ans    | 21,3   |
| 20     | 45-59 ans    | 19,4   |
| 17,5   | 30-44 ans    | 16,8   |
| 15     | 15-29 ans    | 13,2   |
| 17,7   | 0-14 ans     | 16,1   |

## Lieux et monuments

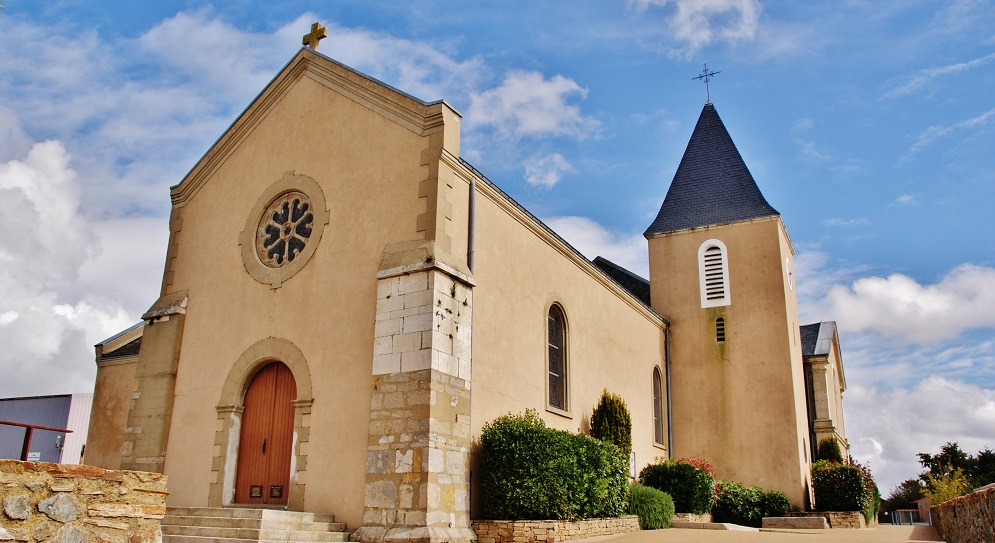
L'église de Sainte-Foy.

- L'église paroissiale Sainte-Foy.